# إدوارد بروس (نبال)
إدوارد بروس (بالإنجليزية: Edward Bruce)‏ هو نبال أمريكي، ولد في 10 مايو 1861 في أورورا في الولايات المتحدة، وتوفي في 8 سبتمبر 1919 في شيكاغو في الولايات المتحدة.

## وصلات خارجية
- إدوارد بروس على موقع أوليمبيديا (الإنجليزية)